# José Luis Colina
José Luis Colina Jiménez (Madrid, 1922-30 de marzo de 1997) fue un periodista y guionista de cine, considerado uno de los creadores e impulsores de Televisión Española en 1956.
Desde los años 50 se dedicó a escribir guiones de películas, trabajando en varias ocasiones con Luis García Berlanga.
Entre 1971 y 1972 dirigió junto a Manuel Martín Ferrand el programa Siempre en domingo de Televisión Española.

## Filmografía
Participó en el guion de 40 películas españolas, entre ellas:
- Los jueves, milagro. (1957) coguionista con Luis García Berlanga[4]
- La fierecilla domada (1956) coguionista con Jesús María de Arozamena
- Aeropuerto (1953) coguionista con Enrique Llovet, José López Rubio y Luis Lucía.[5]
- Doña Francisquita (1952) coguionista con Ladislao Vajda, José Santugini[6]
- Novio a la vista (1954)  coguionista con Luis García Berlanga, Juan Antonio Bardem, Edgar Neville[7]
- Morena Clara (1954)
- Entre dos amores (1972)
- Rocío de la Mancha (1963)
- Plácido (1961) coguionista con Rafael Azcona, José Luis Font y Luis García Berlanga